# 11. listopad
11. listopad je 315. den roku podle gregoriánského kalendáře (316. v přestupném roce). Do konce roku zbývá 50 dní. Jedná se o významný den, kdy se slaví Den válečných veteránů.

## Události

### Česko
- 1899 – Mladoboleslavská společnost Laurin & Klement představila veřejnosti motocykl Laurin & Klement Typ 1, první samohybný stroj vlastní konstrukce.
- 1938 – Byla zastavena činnost fašistické organizace Vlajka.
- 1967 – Slavnostní otevření nové divadelní budovy Divadla pracujících v Gottwaldově (Zlíně) premiérou hry Jiřího Mahena Jánošík v režii Karla Pokorného, v titulní roli s Miroslavem Moravcem.
- 1976 – Prezident Gustáv Husák jmenoval novou vládu vedenou Lubomírem Štrougalem.
- 2018 – Federation Cup v Praze: Kateřina Siniaková porazila Američanku Sofii Keninovou 7-5, 5-7, 7-5 a tím zvýšila skóre na vítězné 3:0.
- 2019 – Automobilka Škoda Auto představila veřejnosti čtvrtou generaci svého nejprodávanějšího modelu Škoda Octavia.

### Svět
- 1889 – Washington se stal 42. státem USA.
- 1918
  - Příměřím z Compiègne mezi státy Dohody a Německem byla ukončena první světová válka.
  - Byla obnovena samostatnost Polska, což je dodnes připomínáno polským státním svátkem.
  - Císař Karel I. podepsal abdikační listinu. Téhož dne opustil Schönbrunnský zámek ve Vídni. Rakousko-Uhersko se rozpadlo.
- 1920 – V Británii a Francii byl pohřben neznámý vojín.
- 1940 – Britské námořnictvo zaútočilo na italskou flotu v Tarentu.
- 1965 – Republika Rhodesie jednostranně vyhlásila nezávislost.
- 1966 – Odstartoval kosmický let Gemini 12.
- 1975 – Angola získala nezávislost na Portugalsku.
- 2000 – Při požáru lanovky v rakouském Kaprunu zahynulo 155 lidí.
- 2004 – Litva jako první členská země EU ratifikovala ústavní smlouvu Evropské unie, která byla podepsána 29. října 2004 v Římě. Litevský parlament hlasoval pro její ratifikaci v poměru 84 ku 4 hlasům.

## Narození
Automatický abecedně řazený seznam viz Kategorie:Narození 11. listopadu

### Česko

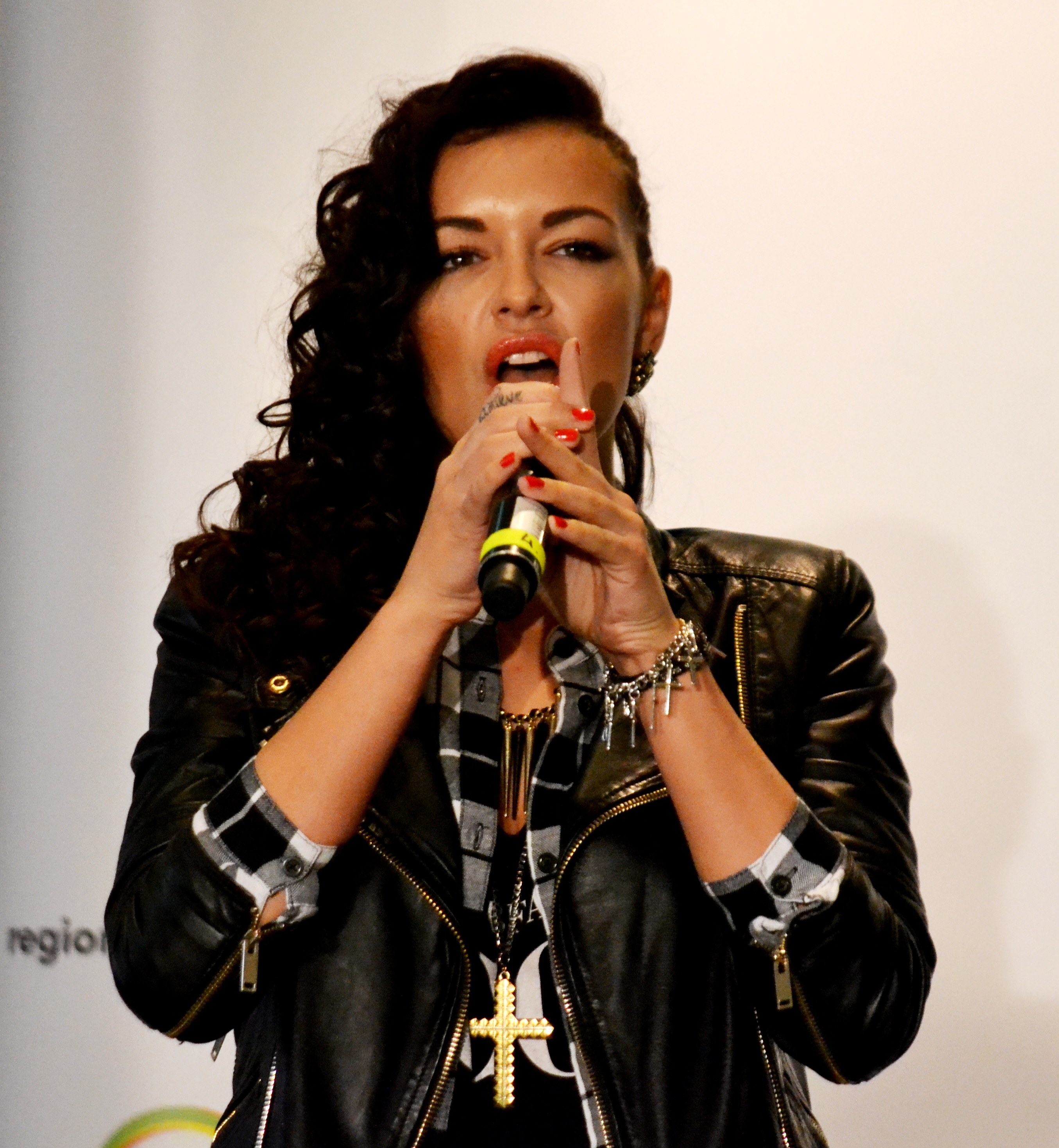
Jitka Boho (* 1991)

- 1587 – Martin Středa, jezuitský kněz, teolog a historik († 26. srpna 1649)
- 1734 – František Martin Pelcl, historik a spisovatel († 24. února 1801)
- 1748 – Aleš Vincenc Pařízek, teolog a kanovník († 17. dubna 1822)
- 1770 – Jan Theobald Held, lékař, skladatel a rektor Univerzity Karlovy († 30. června 1851)
- 1805 – František Labler, regenschori a hudební skladatel († 15. září 1851)
- 1810 – Alois Larisch, zakladatel vlnařských továren v Krnově († 25. června 1880)
- 1811 – Franz Wozelka, rakouský a český podnikatel a politik († ? 1873)
- 1816 – August Wilhelm Ambros, hudební teoretik, kritik a skladatel († 28. června 1876)
- 1819 – Maximilian Dormitzer, rakouský a český politik německé národnosti († 16. února 1881)
- 1829 – Antonín Vašek, středoškolský profesor, jazykovědec, spisovatel a slezský národní buditel († 12. prosince 1880)
- 1839 – Martin Josef Říha, teolog a šestý českobudějovický biskup († 7. února 1907)
- 1844 – Josef Jiří Stankovský, divadelník, spisovatel a dramatik († 10. prosince 1879)
- 1869 – Karel Hron, funkcionář Sokola († 4. července 1894)
- 1872 – Ivan Hálek, lékař, spisovatel, pedagog a politik († 17. února 1945)
- 1873 – Anna Maria Tilschová, prozaička († 18. června 1957)
- 1875 – Josef Vacek, profesor srovnávací pravovědy a církevního práva († 24. května 1930)
- 1890 – Hana Dostalová, malířka, ilustrátorka, textilní a sklářská návrhářka († 25. února 1981)
- 1891 – Jan Mukařovský, estetik, jazykovědec a literární teoretik († 8. února 1975)
- 1892 – Arnošt Schwarzenberg, kníže z orlické větve rodu Schwarzenbergů († 1979)
- 1893 – Jaromíra Hüttlová, spisovatelka a překladatelka († 21. října 1964)
- 1908 – Anna Hřebřinová, sportovní gymnastka, stříbrné medaile OH 1936 († 6. prosince 1993)
- 1910 – Josef Jiří Kamenický, malíř († 8. září 1981)
- 1911 – Jiří Hartman z Lichtenštejna, kníže († 18. ledna 1998)
- 1913 – Josef Rubeš, právník († 1994)
- 1915 – Jan Říha, fotbalový reprezentant († 15. prosince 1995)
- 1916 – Jaroslav Otruba, architekt († 5. února 2007)
- 1925 – Eduard Foltýn, primátor města Ostravy († 21. dubna 1992)
- 1926 – Josef Kšica starší, sbormistr, pedagog a hudební skladatel († 25. září 2001)
- 1927
  - Bohumil Menšík, voják a příslušník operace Destroyer († 20. ledna 1984)
  - Edgar Knobloch, historik, polyglot a spisovatel († 3. února 2013)
- 1930 – Antonín Moskalyk, režisér († 27. ledna 2006)
- 1938 – Josef Odložil, atlet – běžec, držitel stříbrné olympijské medaile († 10. září 1993)
- 1941 – Jiří Bednář, herec, scenárista, dramatik a dramaturg († 17. listopadu 2013)
- 1943 – Marie Tomášková-Dytrychová, zvonařka
- 1944
  - Marie Bláhová, historička
  - Hubert Krejčí, dramatik, divadelní režisér, herec, mim, překladatel († 10. února 2022)
  - Aleš Skřivan, historik
- 1945 – Dana Syslová, herečka a moderátorka
- 1946
  - Jan Bednář, meteorolog, klimatolog
  - Peter Duhan, generální ředitel Českého rozhlasu
  - Jitka Zelenohorská, herečka
- 1952 – Čestmír Kopecký, filmový a televizní producent a dramaturg
- 1954 – Daniela Bambasová, herečka
- 1956 – Martin Dvořák, politik, diplomat, ekonom a publicista
- 1958 – Jiří Štrébl, herec
- 1965 – Roman Onderka, politik a bývalý brněnský primátor
- 1984 – Eliška Staňková, atletka, diskařka
- 1991 – Jitka Boho, zpěvačka, modelka a Česká Miss 2010

### Svět

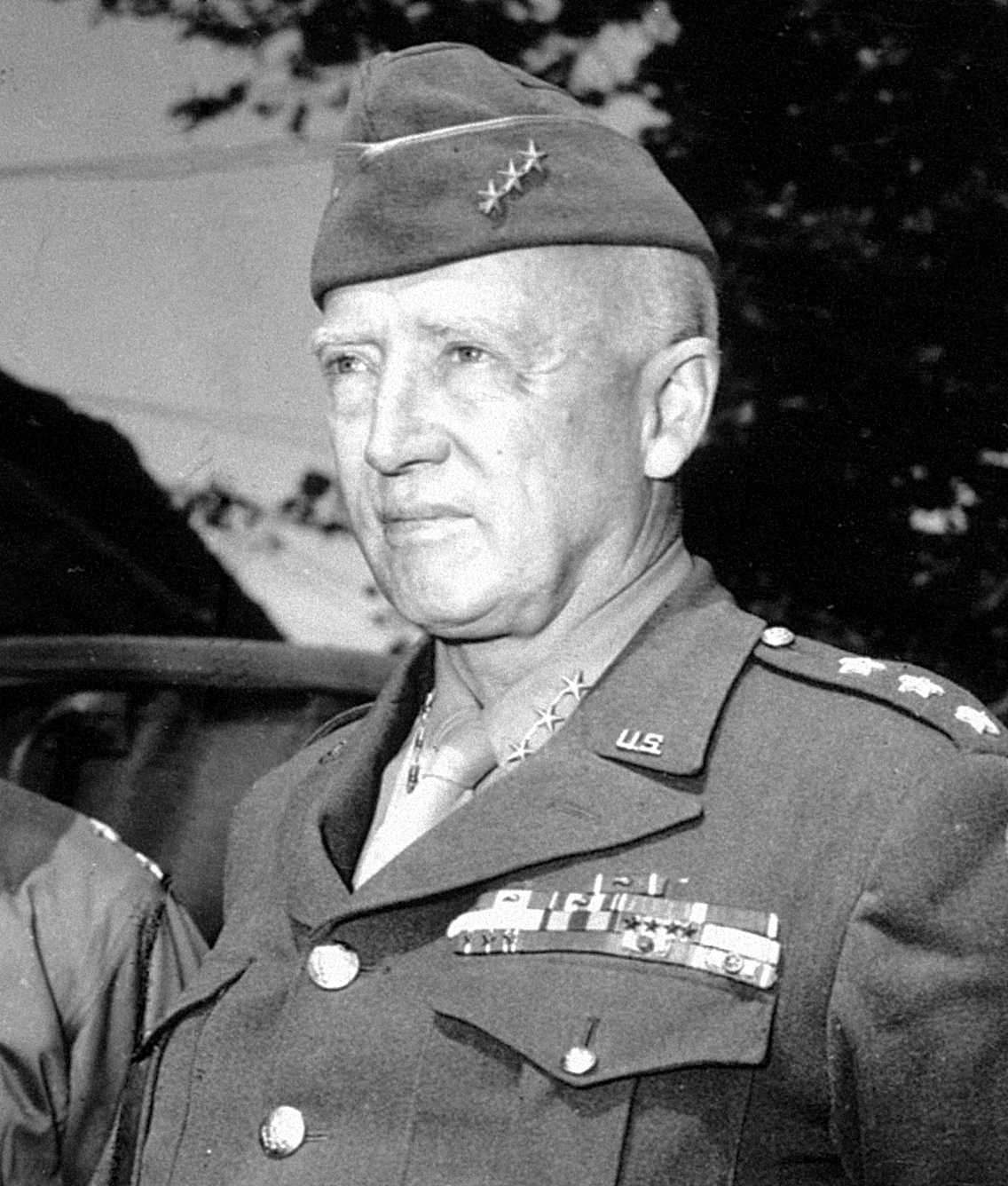
George Patton (* 1885)

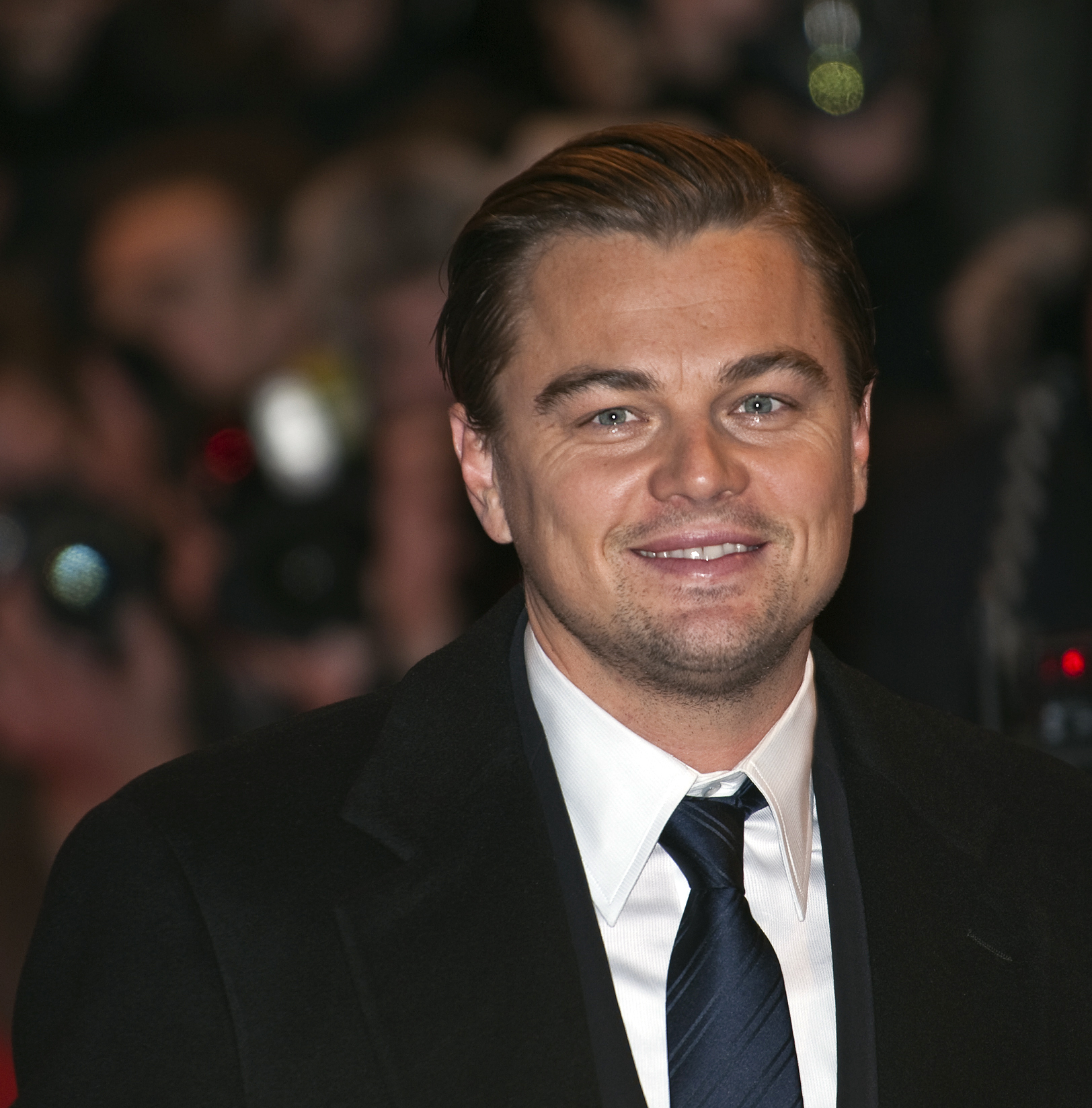
Leonardo DiCaprio (* 1974)

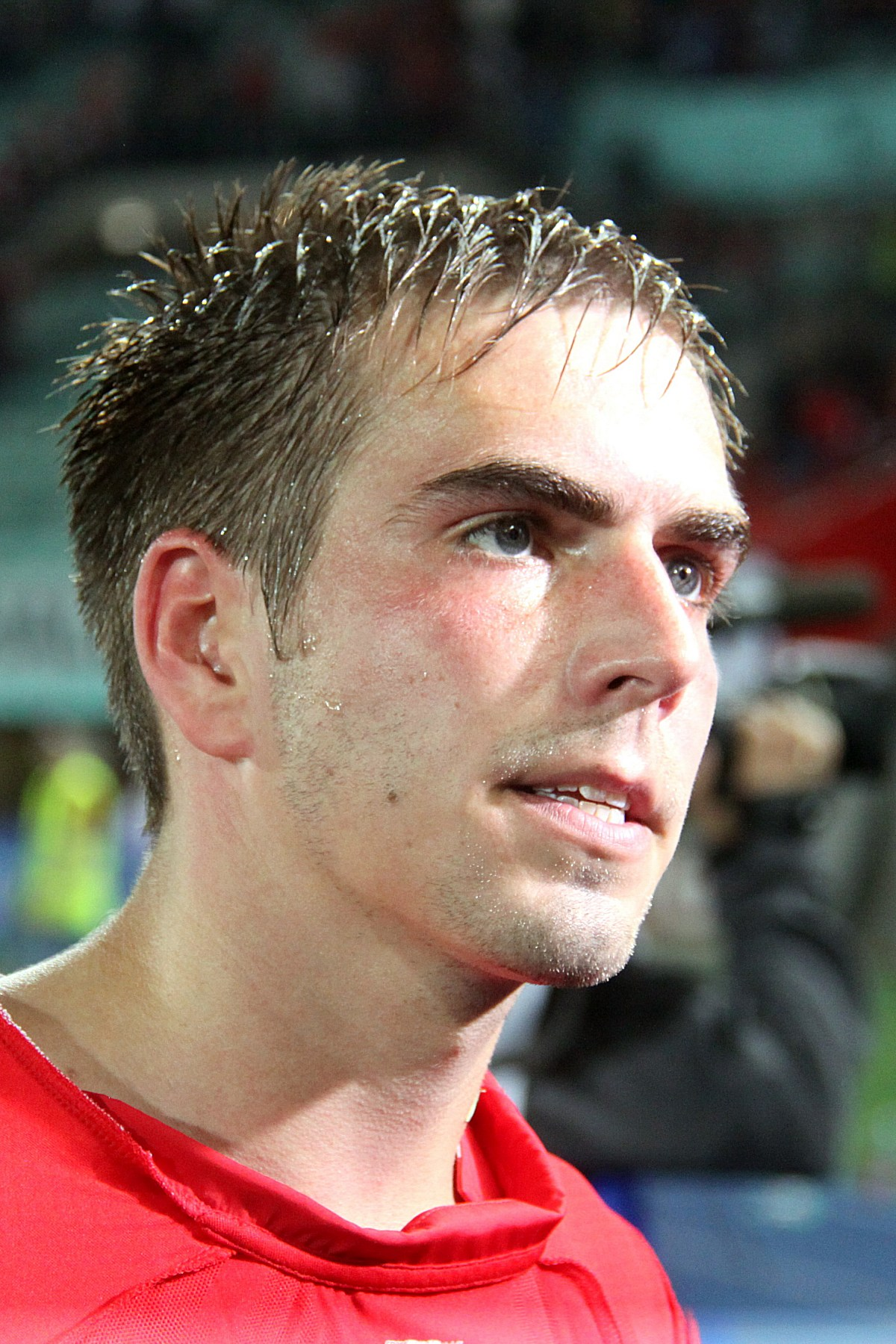
Philipp Lahm (* 1983)

- 990 – Gisela Švábská, německá královna († 15. února 1043)
- 1050 – Jindřich IV., císař Svaté říše římské († 7. srpna 1106)
- 1154 – Sancho I., portugalský král († 26. března 1211)
- 1155 – Alfons VIII., král Kastilie († 6. října 1214)
- 1220 – Alfons z Poitiers, francouzský princ, hrabě z Poitiers a Toulouse († 21. srpna 1271)
- 1599
  - Ottavio Piccolomini italský generál, velitel tělesné stráže Albrechta z Valdštejna († 11. srpna 1656)
  - Marie Eleonora Braniborská, švédská královna († 18. května 1655)
- 1642 – André-Charles Boulle, francouzský ebenista, malíř a sochař († 28. února 1732)
- 1657 – Guido Starhemberg, rakouský císařský vojevůdce († 7. března 1737)
- 1684 – Michail Michajlovič Golicyn, ruský admirál († 5. června 1764)
- 1729 – Louis Antoine de Bougainville, francouzský důstojník a mořeplavec († 31. srpna 1811)
- 1743 – Carl Peter Thunberg, švédský přírodovědec († 8. srpna 1828)
- 1744 – Abigail Adamsová, manželka amerického prezidenta Johna Adamse († 28. října 1818)
- 1748 – Karel IV., španělský král († 20. ledna 1819)
- 1757 – Charles Pierre François Augereau, francouzský napoleonský maršál († 11. června 1816)
- 1778 – Gustav IV. Adolf, švédský král († 7. února 1837)
- 1789 – Pietro Tenerani, italský sochař († 14. prosince 1869)
- 1803 – Adolf von Bonin, pruský generál pěchoty († 16. dubna 1872)
- 1806 – Émilie Pellapra, francouzská šlechtična († 22. května 1871)

- 1821 – Fjodor Michajlovič Dostojevskij, ruský spisovatel a filosof († 9. února 1881)
- 1824 – Andreas Steinhuber, německý jezuita, spisovatel a kardinál († 15. října 1907)
- 1829 – Carleton Watkins, americký krajinářský fotograf († 23. června 1916)
- 1834 – Franz Steindachner, rakouský zoolog a ichtyolog († 10. prosince 1919)
- 1848 – Zinovij Petrovič Rožestvenskij, viceadmirál ruského carského námořnictva († 13. ledna 1909)
- 1852 – Franz Conrad von Hötzendorf, rakousko-uherský generál a politik, náčelník generálního štábu za 1. světové války († 25. srpna 1925)
- 1858 – Alessandro Moreschi, italský zpěvák-kastrát († 21. dubna 1922)
- 1861 – Erich von Falkenhayn pruský politik a voják, náčelník generálního štábu za 1. světové války na straně Trojspolku. († 8. dubna 1922)
- 1863 – Paul Signac, francouzský malíř († 15. srpna 1935)
- 1864
  - Maurice Leblanc, francouzský spisovatel († 6. listopadu 1941)
  - Alfred Hermann Fried, rakouský pacifista, nositel Nobelovy ceny za mír († 1921)
- 1866 – Antoine Meillet, francouzský jazykovědec, indoevropeista a slavista († 21. září 1936)
- 1867 – James E. Quibell, britský egyptolog († 5. června 1935)
- 1869 – Viktor Emanuel III., italský král († 28. prosince 1947)
- 1878 – Werner Janensch, německý paleontolog a geolog († 20. října 1969)
- 1880 – Werner Heuser, německý expresionistický malíř († 11. června 1964)
- 1881 – Joel Lehtonen, finský spisovatel († 20. listopadu 1934)
- 1882 – Gustav VI. Adolf, král švédský († 15. září 1973)
- 1885 – George Patton, americký generál († 21. prosince 1945)
- 1887 – Walther Wever, německý generál, šéf říšského ministerstva letectví († 3. června 1936)
- 1888 – Johannes Itten , švýcarský expresionistický malíř († 25. března 1967)
- 1896 – Lucky Luciano, americký mafiánský boss († 26. ledna 1962)
- 1897 – Gordon Allport, americký psycholog († 9. října 1967)
- 1898 – René Clair, francouzský filmový režisér a spisovatel († 15. března 1981)
- 1900 – Emanuel Ringelblum, polsko-židovský historik, politický aktivista († 7. března 1944)
- 1901
  - Benjámin Ferenc Rajeczky, maďarský kněz, hudební historik, muzikolog († 1. července 1989)
  - Magda Goebbelsová, manželka Josepha Goebbelse († 1. května 1945)
- 1902 – Ernő Goldfinger, architekt maďarského původu († 15. listopadu 1987)
- 1903 – Hermanni Pihlajamäki, finský zápasník, zlato na OH 1932 († 4. června 1982)
- 1904 – Alger Hiss, americký diplomat, špión Sovětského svazu († 15. listopadu 1996)
- 1910 – Jisra'el Eldad, izraelský filozof († 22. ledna 1996)
- 1911 – Roberto Matta, chilský malíř († 23. listopadu 2002)
- 1914 – Eugene Nida, americký lingvista († 25. srpna 2011)
- 1922 – Kurt Vonnegut Junior, americký spisovatel († 11. dubna 2007)
- 1925 – John Guillermin, britský režisér francouzského původu († 27. září 2015)
- 1926
  - Jicchak Arad, izraelský historik, brigádní generál Izraelských obranných sil († 6. května 2021)
  - Noah Gordon, americký spisovatel († 22. listopadu 2021)
  - Sam Haskins, jihoafrický fotograf († 26. listopadu 2009)
- 1927 – Mose Allison, americký hudebník († 15. listopadu 2016)
- 1928
  - Carlos Fuentes, mexický spisovatel († 15. května 2012)
  - Ernestine Anderson, americká zpěvačka († 10. března 2016)
  - Anatolij Alexejevič Bezuglov, ruský právník, redaktor a spisovatel († 11. ledna 2022)
- 1929 – Hans Magnus Enzensberger, německý básník a spisovatel († 24. listopadu 2022)
- 1930 – Tadeusz Nowak, polský básník, spisovatel a překladatel († 10. srpna 1991)
- 1932 – Fanizani Akuda, zimbabwský sochař († 5. února 2011)
- 1934 – Elżbieta Krzesińská, polská olympijská vítězka ve skoku do dálky († 29. prosince 2015)
- 1935
  - Bibi Anderssonová, švédská herečka († 14. dubna 1935)
  - John Patrick Foley, americký kardinál († 11. prosince 2011)
- 1938
  - Ants Antson, sovětský rychlobruslař, olympijský vítěz († 31. října 2015)
  - Wu I, místopředsedkyně vlády Čínské lidové republiky
- 1939 – Klavdija Bojarskichová, sovětská běžkyně na lyžích, olympijská vítězka († 12. prosince 2009)
- 1940 – Barbara Boxer, americká politička
- 1941
  - Peter Meaden, první manažer skupiny The Who († 29. července 1978)
  - Jozef Tuchyňa, slovenský generál, ministr vnitra Slovenska († 9. listopadu 2019)
- 1945
  - Daniel Ortega, nikaragujský prezident
  - Pierre Pelot, francouzský spisovatel
- 1946 – Vladimir Alexejevič Solovjov, sovětský kosmonaut
- 1948 – Hannibal Marvin Peterson, americký trumpetista
- 1950 – Mac Wilkins, americký atlet, diskař, olympijský vítěz
- 1951 – Kim Peek, americký autista, který byl inspirací pro film Rain Man († 22. prosince 2009)
- 1952 – Kama Sywor Kamanda, konžský spisovatel egyptského původu
- 1955
  - Džigme Singgjä Wangčhug, bhútánský král
  - Friedrich Merz, německý politik
- 1957 – Janez Čebulj, slovinský právník
- 1960 – Stanley Tucci, americký herec
- 1962 – Demi Moore, americká herečka
- 1964 – Calista Flockhart, americká herečka
- 1965 – Stefan Schwarzmann, německý bubeník
- 1973 – Jason White, americký hudebník (Green Day)
- 1974 – Leonardo DiCaprio, americký herec
- 1975 – Daisuke Ohata, japonský ragbista
- 1977 – Maniche, portugalský fotbalista
- 1978 – Erik Edman, švédský fotbalista
- 1979 – Ján Koleník, slovenský herec
- 1983 – Philipp Lahm, německý fotbalista
- 1986 – Tegoshi Yuya, japonský zpěvák a herec
- 1988 – David Depetris, argentinský fotbalista
- 1989
  - Joan Guillem Truyols, španělský fotbalista
  - Adam Rippon, americký krasobruslař
- 1990
  - Georginio Wijnaldum, nizozemský fotbalista
  - Tom Dumoulin, nizozemský cyklista, vítěz Giro d'Italia 2017
- 1993 – Jamaal Lascelles, britský fotbalista
- 1998 – Ljudmila Samsonovová, ruská tenistka

## Úmrtí
Automatický abecedně řazený seznam viz Kategorie:Úmrtí 11. listopadu

### Česko
- 1867 – Josef Martin Nathan, olomoucký pomocný biskup († 30. ledna 1947)
- 1884 – František Doucha, spisovatel (* 31. srpna 1810)
- 1920 – Albert Vojtěch Velflík, rektor ČVUT (* 4. dubna 1856)
- 1926 – Jaroslav Pulda, herec, operetní režisér a autor komedií (* 15. března 1870)
- 1933 – Vratislav Černý, politik (* 5. července 1871)
- 1936
  - Josef Redlich, poslední ministr financí Předlitavska (* 18. června 1869)
  - Jiří Sumín, (Amálie Vrbová), spisovatelka (* 9. října 1863)
- 1939 – Jan Opletal, student, zabit při protinacistické demonstraci (* 1. ledna 1915)
- 1940 – František Soukup, politik (* 22. srpna 1871)
- 1941 – Karel Novák, rektor Českého vysokého učení technického (* 31. srpna 1867)
- 1956 – Václav Svoboda Plumlovský, spisovatel (* 18. července 1872)
- 1969 – Jan Karel Čemus, spisovatel dobrodružných a umělecko-naučných knih pro mládež (* 28. ledna 1895)
- 1972 – Zdeněk Gina Hašler, herec a režisér (* 31. října 1909)
- 1973 – Ilja Bart, novinář a básník (* 17. května 1910)
- 1974 – Jan Kodet, sochař (* 1. června 1910)
- 1983
  - Karel Fabián, spisovatel (* 21. června 1912)
  - Josef Effenberger, gymnasta, stříbro na OH 1928 (* 18. října 1901)
- 2001 – Ivan Lutterer, fotograf (* 27. dubna 1954)
- 2008 – Jiří Berkovec, hudební skladatel a publicista (* 22. července 1922)
- 2009 – Jiří Holý, herec, scénograf a výtvarník (* 27. listopadu 1922)
- 2011 – Jiří Kaftan, herec, mim, tanečník a divadelní pedagog (* 22. května 1935)

### Svět
- 1003 – Svatých Pět bratří

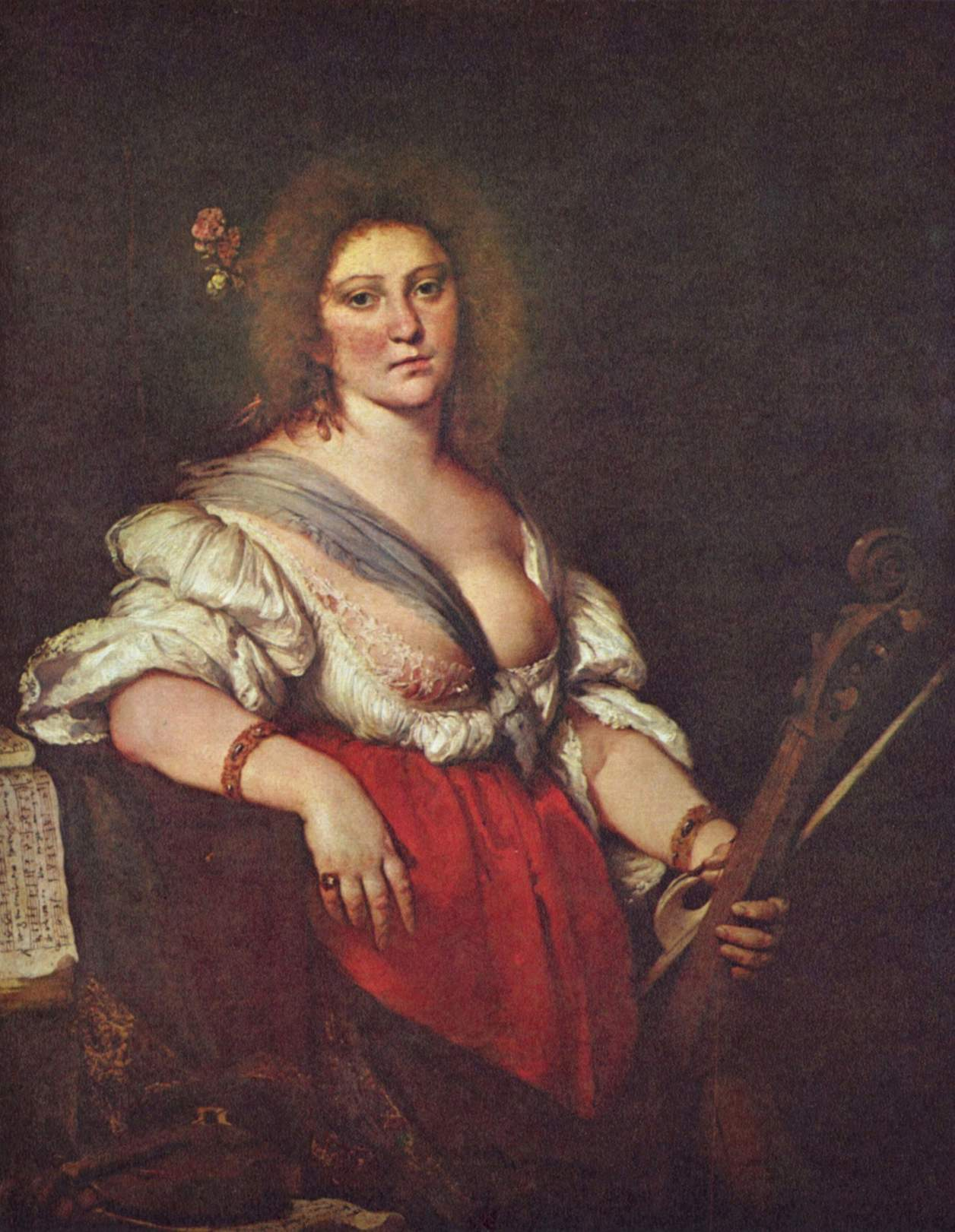
Barbara Strozziová († 1677)

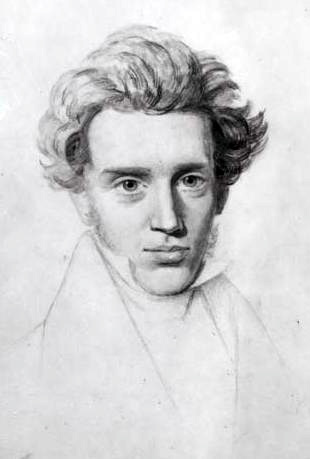
Søren Kierkegaard († 1855)

- 1096 – Werner I. Habsburský, hrabě, třetí syn Radbota z Habsburgu (* 1030)
- 1130 – Tereza Kastilská, portugalská hraběnka, matka a regentka prvního portugalského krále (* 1080)
- 1319 – Beatrix Lucemburská, uherská královna jako manželka Karla I. Roberta (* 1305)
- 1331 – Štěpán Uroš III. Dečanský, srbský král (* mezi roky 1275 až 1280)
- 1608 – Bartolomeo Carducci, italský malíř (* 1560)
- 1677 – Barbara Strozziová, benátská zpěvačka a baroková hudební skladatelka (* 1619)
- 1687 – David Schedlich, česko-německý hudební skladatel 17. století (* ? 1607)
- 1750 – Apostolo Zeno, italský básník, libretista a novinář (* 11. prosince 1668)
- 1751 – Julien Offray de La Mettrie, francouzský filozof (* 1709)
- 1790 – Nicolo Pacassi, rakouský barokní architekt (* 5. března 1716)
- 1794 – Pasquale Fago, italský varhaník, hudební skladatel a politik (* 1740)
- 1807 – Jean-Édouard Adam, francouzský chemik a fyzik (* 11. října 1678)
- 1814 – Pavol Adámi, slovenský lékař, veterinář a zoolog (* 9. července 1739)
- 1821 – Henrietta Ponsonby, britská šlechtična a hraběnka z Bessborough (* 16. června 1761)
- 1831 – Nat Turner, americký vůdce povstání proti otrokářům (* 2. října 1800)
- 1855 – Søren Kierkegaard, dánský filozof (* 5. května 1813)
- 1861 – Petr V., portugalský král (* 1837)
- 1866 – Gaetano Baluffi, italský kardinál (* 29. března 1788)
- 1878
  - Stjepan Mitrov Ljubiša, rakouský spisovatel a politik srbské národnosti (* 29. února 1824)
  - William Carrick, skotský umělec a fotograf (* 31. prosince 1827)
- 1884 – Alfred Brehm , německý zoolog (* 2. února 1829)
- 1902 – Nikolaj Šiškin, ruský ministr zahraničí (* 11. srpna 1827)
- 1917
  - Liliuokalani, královna Havajských ostrovů (* 1838)
  - Hans Kudlich, lékař a rakouský politik (* 25. října 1823)
- 1918 – Victor Adler, rakouský sociálně demokratický politik (* 24. června 1852)
- 1927 – Wilhelm Johannsen, dánský biolog a botanik (* 3. února 1857)
- 1938 – Mary Mallonová, první americká přenašečka břišního tyfu (* 23. září 1869)
- 1940 – Han Mac Tu, vietnamský básník (* 22. září 1912)
- 1945 – Jehošua Chankin, sionistický průkopník (* 1864)
- 1947 – Martin Dibelius, německý evangelický teolog (* 14. září 1883)
- 1949 – Carlos Bourbonsko-Sicilský, princ Bourbonsko-Sicilský a infant španělský (* 10. listopadu 1870)
- 1953 – Irena Hesensko-Darmstadtská, pruská princezna (* 11. června 1866)
- 1955 – Harry Cobby, australské stíhací eso první světové války (* 26. srpna 1894)
- 1966 – Luigi Abatangelo, italský básník a historik (* 8. listopadu 1892)
- 1969 – Armin Joseph Deutsch, americký astronom a spisovatel (* 25. ledna 1918)
- 1972 – Berry Oakley, americký baskytarista (* 4. dubna 1948)
- 1973 – Artturi Ilmari Virtanen, finský chemik, nositel Nobelovy ceny (* 15. ledna 1895)
- 1975 – Mina Witkojc, lužickosrbská básnířka a publicistka (* 28. května 1893)
- 1976 – Alexander Calder, americký výtvarník (* 22. srpna 1898)
- 1984 – Blagoje Nešković, první poválečný premiér Srbska (* 11. února 1907)
- 1986 – Roger C. Carmel, americký herec (* 27. září 1932)
- 1990
  - Janis Ritsos, řecký básník a dramatik (* 1. května 1909)
  - Zdenko Kalin, slovinský sochař (* 11. dubna 1911)
- 1992 – Earle Meadows, americký olympijský vítěz ve skoku o tyči (* 19. června 1913)
- 1995 – Koloman Gögh, československý fotbalový reprezentant (* 7. ledna 1948)
- 1998 – Frank Brimsek, americký hokejista (* 26. září 1915)
- 2000 – Josef Schaupper, rakouský neslyšící alpský lyžař a oběť požáru lanovky v Kaprunu (* 3. srpna 1963)
- 2000 – Sandra Schmittová, německá akrobatická lyžařka a oběť požáru lanovky v Kaprunu (* 26. dubna 1981)
- 2003 – Paul Janssen, belgický farmakolog, vynálezce a obchodník (* 12. září 1926)
- 2004 – Jásir Arafat, palestinský politik a vůdce (* 24. srpna 1929)
- 2005
  - Ján Karel, československý fotbalový reprezentant (* 28. října 1924)
  - Peter Drucker, americký teoretik a filosof managementu (* 19. listopadu 1909)
- 2008 – Bettie Page, americká modelka (* 20. dubna 1923)
- 2011 – Michael Garrick, britský klavírista (* 10. května 1933)
- 2013 – Domenico Bartolucci, italský kněz, hudební skladatel a kardinál (* 7. května 1917)
- 2014 – Carol Ann Susiová, americká herečka (* 2. února 1952)
- 2016 – Robert Vaughn, americký herec (* 1932)
- 2021 – Frederik Willem de Klerk, jihoafrický politik (* 18. března 1936)
- 2022 – Ian Campbell, chilský ragbista (* 15. května 1928)

## Svátky

### Česko
- Významný den: Den válečných veteránů
- Martin

Katolický kalendář
- sv. Martin z Tours

### Svět
- Polsko: Den nezávislosti
- Angola: Den nezávislosti
- Commonwealth: Den válečných veteránů  (Remembrance Day)
- Čína: Den nezadaných (Singles’ Day, 光棍节)
- Bhútán: Královy narozeniny

## Pranostiky

### Česko
- Na svatého Martina zima chod svůj začíná.
- Na svatého Martina bývá dobrá peřina.
- Na svatého Martina kouřívá se z komína.
- Když o Všech svatých zima nemá moci,
 tak o svatém Martině o půlnoci.
- Nepřijde-li sníh na Vše svaté v noci,
 přijde o svatém Martině se vší mocí.
- Padá-li první sníh toho dne,
 říkáme, že svatý Martin přijel na brůně.
- Svatý Martin rád jezdí na brůně.
- Padá-li sníh toho dne neb v noci,
říká se, že svatý Martin přijel na bílém koni.
- Svatý Martin přijíždí na bílém koni.
- Přijede-li na šedém (mlhy), bude zima střídavá;
přijede-li na žlutém (sucho),
přijde tuhá a suchá zima.
- Přijede-li Martin na bílém koni,
 metelice za metelicí se honí.
- Když svatý Martin se sněhem přiběžel, bude v něm celý měsíc ležet.
- Martin a Kateřina na blátě – Vánoce na ledě.
- Martinův led pod vodou hned.
- Martinův led bude vodou hned.
- Jde-li husa o Martině po ledu,
 bude se po něm jistě dlouho koupat.
- O Martině po ledu – o Vánocích po blátě.
- Půjde-li husa na Martina po ledě, příští rok dlouhé léto bude.
- O Martině houser po ledě když chodí, o Vánocích husy blátem vodí.
- V suchu-li jdou na Martina husy, o Vánocích v blátě chodit musí.
- Na svatý Martin – ještě se vrátím,
ale na svatý Mikuláš mě tu najisto máš.
- Po svatém Martině zima nežertuje; přichází sníh i mráz kvaltem.
- Jaký den svatého Martina, taková též bude zima.
- Jestli na svatého Martina jest vlhko, bude nestálá zima;
pakli na týž den slunce svítí, bude tuhá zima.
- Na svatého Martina soudili, že mokrý den mírnou a pohodlnou zimu,
jasný ale tuhou zimu znamenati měl.
- Jestli na den svatého Martina ve dne oblačno, tedy bude nestálá zima;
jestli jasno a čisto, tedy následuje tuhá zima;
jestli mlhavo, tedy též taková zima přijde.
- Na svatého Martina slunečno – dlouhá zima.
- Na svatého Martina pod mrakem – nestálá zima.
- Je-li zamračeno na svatého Martina, bude zima levná;
je-li jasno, bude zima tuhá.
- Je-li na svatého Martina pod mrakem, bude nestálá zima,
je-li jasno, bude tuhá zima.
- Jsou-li na Martina mračna, zima je levná;
je-li je noc jasná, zima je mastná.
- Martin-li se mlhami odívá, mírná zima obyčejně bývá.
- Jižní vítr na Martina – mírná zima.
- Nejednou-li studený vítr zavěje, na Martina když sluníčko hřeje.
- Zůstane-li listí až do Martina na stromech, čeká se dlouhá a tuhá zima.
- Na stromech a révě do Martina listí – tuhá zima přijde, buďme jisti!
- Na svatého Martina bývá dobrá husina.
- Radost Martina je husa a džbán vína.
- Na svatého Martina plače husí rodina.
- Na svatého Martina nejlepší je husina;
pohleď na hruď i na kosti, poznáš, jaká zima se přihostí.
- Je-li kobylka martinské husy hnědá,
bude málo sněhu a na holo mrznout;
je-li však bílá, bude hodně sněhu.

| 11. listopad v pražském KlementinuÚdaje jsou platné k 29. 4. 2025. | 11. listopad v pražském KlementinuÚdaje jsou platné k 29. 4. 2025. | 11. listopad v pražském KlementinuÚdaje jsou platné k 29. 4. 2025. |
| minimum                                                            | denní průměr                                                       | maximum                                                            |
| ------------------------------------------------------------------ | ------------------------------------------------------------------ | ------------------------------------------------------------------ |
| −9,6 °C (1908)                                                     | 5,6 °C (od 1961)                                                   | 17,3 °C (1977)                                                     |